# Ruská Volová
Ruská Volová (em húngaro: Barkócháza; ucraniano: Руська Волова) é um município da Eslováquia, situado no distrito de Snina, na região de Prešov. Tem 13,07 km² de área e sua população em 2018 foi estimada em 98 habitantes.

## Demografia
| Ano:        | 1994 | 2004    | 2014    | 2024    |
| ----------- | ---- | ------- | ------- | ------- |
| Broj ljudi: | 162  | 129     | 103     | 74      |
| Razlika:    |      | -20,37% | -20,15% | -28,15% |

| Ano:               | 2023 | 2024   |
| ------------------ | ---- | ------ |
| Número de pessoas: | 75   | 74     |
| Diferença:         |      | -1,33% |